# Potres u Samniju 1688.
Potres u Samniju 1688. dogodio se kasno poslijepodne 5. lipnja 1688. u regiji Samnio, u današnjoj pokrajini Benevento u južnoj Italiji. Magnituda momenta procijenjena je na 7,0, s Mercallijevim intenzitetom XI. Teško je oštetio brojne gradove na velikom području, potpuno uništivši Cerreto Sannita i Guardia Sanframondi. Točan broj žrtava nije poznat, iako se procjenjuje na oko 10.000. To je jedan od najrazornijih potresa u povijesti Italije. 
Potresu su prethodili lakši potresi koji su počeli u veljači 1688. i serija predpotresa u danima prije glavnog udara. Nakon njega uslijedili su naknadni potresi koji su trajali barem do prosinca te godine. Talijanski nacionalni institut za geofiziku i vulkanologiju izvijestio je da je magnituda glavnog udara iznosila 6,98 ±0,12, dok je Mercallijev intenzitet procijenjen kao XI (ekstremno). Epicentralno područje bilo je jugoistočno od masiva Matese i sjeverozapadno od Beneventa, između rijeke Calore i jednog od njezinih pritoka, Tammaro.

## Potres
Potres se dogodio u južnom i središnjem dijelu Apenina, potresnom području gdje je prisutno nekoliko velikih rasjeda i gdje su česti ekstenzijski tektonski fenomeni zbog sudara Afričke ploče s Euroazijskom pločom.
Potresu su prethodili lakši potresi koji su počeli u veljači 1688. i serija predpotresa u danima prije glavnog udara. Nakon njega uslijedili su naknadni potresi koji su trajali barem do prosinca te godine. Talijanski nacionalni institut za geofiziku i vulkanologiju izvijestio je da je magnituda glavnog udara iznosila 6,98 ±0,12,  dok je Mercallijev intenzitet procijenjen kao XI (ekstremno). Epicentralno područje bilo je jugoistočno od masiva Matese i sjeverozapadno od Beneventa, između rijeke Calore Irpino i jednog od njezinih pritoka, Tammaro. U ovom je području dosegnut maksimalni Mercallijev intenzitet XI, dok je u Napulju intenzitet bio VII–VIII. Potres je zabilježen u pet regija južne Italije, na području od 80,000 km2.

## Šteta
U potresu su potpuno uništena tri grada: Cerreto Sannita, Guardia Sanframondi i Civitella Licinio, frazione od Cusano Mutri. U još 20 sela i gradova u blizini epicentra razaranje je bilo gotovo potpuno. Na području od 50,000 m2, oko 120 naselja pretrpjelo je velike štete, dok je oko 40-50 drugih gradova oštećeno tek neznatno.
Benevento je teško pogodio potres, pri čemu je više od 80% zgrada značajno oštećeno ili uništeno, uključujući crkvu Svete Sofije. Loša kvaliteta zgrada bila je odlučujući faktor za razmjere štete. Avellino i Napulj također su doživjeli velika razaranja, s nekoliko srušenih ili oštećenih zgrada; u Napulju je teško oštećeno više od trideset crkava i vjerskih objekata. U Cerreto Sanniti samo su tri kuće ostale stajati, a uništeni su i samostan klarisa i franjevački.

## Žrtve
Točan broj smrtnih slučajeva kao posljedica potresa nije poznat, ali se procjenjuje na oko 10.000. Cerreto Sannita, najteže pogođeni grad, izgubio je polovicu svojih stanovnika, 4000 od 8000. U Civitella Licinio, koja je bila potpuno uništena, preživjeli su samo oni koji su radili u poljima kada ih je pogodio potres. U Guardiji Sanframondi bilo je više od 1000 žrtava. U Beneventu je umrlo 1367 ljudi od 7500 stanovnika; broj umrlih bio je manji jer su mnogi građani tada radili na selu. Stotine ljudi umrlo je u San Lorenzellu zbog odrona. Nekoliko smrtnih slučajeva zabilježeno je iu Napulju, Avellinu i drugim gradovima.

## Učinci

### Ekološki učinci
Potres je izazvao nekoliko klizišta s Matese i drugih planina, među kojima je i veliko klizište koje je opustošilo grad San Lorenzello. Tokovi rijeka Sabato i Volturno su promijenjeni. U planinama Sannio otvorile su se velike pukotine, formirani su novi izvori, a postojeći izvori postali su muljeviti.

### Društveni učinci
Potres je imao snažan utjecaj na gospodarstvo i društveno tkivo pogođenog područja, koje je u to vrijeme pripadalo Napuljskom Kraljevstvu, osim Beneventa, koji je bio eksklava Papinske Države. Stanovnici tog područja napustili su uništene i oštećene objekte i živjeli u improviziranim skloništima. Nadalje, uništene su i zgrade namijenjene proizvodnji hrane poput mlinova, što je utjecalo na opskrbu hranom. Dvije uključene vlade odobrile su porezne olakšice stanovništvu tog područja i iznijele druge mjere za ublažavanje društvenih učinaka potresa.
U Napulju je bilo slučajeva pljačke i narušavanja javne sigurnosti; zatvorenici oštećenih zatvora također su pobjegli ili su pušteni. Tri tjedna nakon potresa vladine i gospodarske aktivnosti još nisu ponovno pokrenute. U Beneventu je financijska pomoć Papinske države bila nedostatna i uglavnom je iskorištena za obnovu javnih i vjerskih institucija.

## Posljedice
U Beneventu je obnova bila spora i ometana suprotnostima između građana i papinskih vlasti. Još jedan jak potres pogodio je grad 14 godina kasnije, 1702. godine, što je dodatno usporilo napore za obnovu grada. Vincenzo Maria Orsini, koji je kasnije postao papa Benedikt XIII., bio je u to vrijeme nadbiskup Beneventa . Preživio je potres i dao odlučujući doprinos obnovi. Papinska Država poslala je stručnjake u Benevento: oni su utvrdili da su kuće od riječnog šljunka prošle lošije od onih građenih od opeke. Predložili su obnovu kuća od cigle ili četvrtastog kamena.
Cerreto Sannita je obnovljena pod nadzorom grofa Marzia Carafe, feudalnog gospodara grada. Staro, uništeno naselje je napušteno i obnovljeno u blizini na nižoj nadmorskoj visini, na mjestu sa sigurnijim i stabilnijim tlom. Djelujući pod vodstvom inženjera i tehničara, napravljen je novi grad s većim prometnicama, kvadratnim blokovima kuća, zgradama na samo jedan ili dva kata i drugim sigurnosnim mjerama.

## Vanjske poveznice
- (tal.) Stranica o potresu Sannio 1688. iz CFTI5 kataloga jakih potresa u Italiji (461. pr. Kr. – 1997.) i Sredozemnom području (760. pr. Kr. – 1500.) Guidoboni E., Ferrari G., Mariotti D., Comastri A., Tarabusi G., Sgattoni G., Valensise G. (2018)